# Имени Г. Д. Гая (остановочный пункт)
Имени Г. Д. Гая (до 2021 года — 875 км) — остановочный пункт Волго-Камского региона Куйбышевской железной дороги. Расположен в населённом пункте 875 км в Ульяновском районе Ульяновской области. Находится на участке с тепловозной тягой ж-д линии «Инза — Чишмы». Начало эксплуатации — 1898 год.

## История
В 1898 году была построена ветка Московско-Казанской железной дороги — от ст. Инза до ст. Симбирск , а на 875 км была открыта ж/д будка, затем преобразована в остановочный пункт «875 км». В 1990-х — 2000-х годах возле населённого пункта «875 км» возникли крупные СНТ, такие как: Моторостроитель, Моторостроитель-2, Флора, Флора-2, Лесное, Лесная Дача. К началу 2000-х населённый пункт «875 км» опустел. По просьбе жителей СНТ остановочный пункт «875 км» функционирует круглый год. В июле 2021 года остановочный пункт «875 км» переименован в «Имени Г. Д. Гая», в честь Гая Дмитриевича Гая — участника гражданской войны, в июле 1918 года руководил обороной Симбирска.

## Деятельность
На станции осуществляются:
- Посадка и высадка пассажиров на поезда пригородного и местного сообщения. Приём и выдача багажа не производится.

## Дальнее следование по станции
По состоянию на 2024 год через станцию курсируют следующие поезда дальнего следования:

### Круглогодичное движение поездов
| № поезда | Маршрут движения         | № поезда | Маршрут движения         |
| -------- | ------------------------ | -------- | ------------------------ |
| 6716     | Инза — Ульяновск-Центр.  | 6753     | Ульяновск-Центр. — Инза  |
| 6702     | Майна — Ульяновск-Центр. | 6703     | Ульяновск-Центр. — Майна |

| № поезда | Маршрут движения      | № поезда | Маршрут движения      |
| -------- | --------------------- | -------- | --------------------- |
| 63       | Димитровград — Москва | 64       | Москва — Димитровград |
| 115      | Уфа — Москва          | 116      | Москва — Уфа          |
| 347      | Уфа — Санкт-Петербург | 348      | Санкт-Петербург — Уфа |
| 353      | Пермь — Адлер         | 354      | Адлер — Пермь         |
| 391      | Челябинск — Москва    | 392      | Москва — Челябинск    |
| 609      | Уфа — Ульяновск       | 610      | Ульяновск — Уфа       |

### Сезонное движение поездов
| № поезда | Маршрут движения      | № поезда | Маршрут движения      |
| -------- | --------------------- | -------- | --------------------- |
| 251      | Димитровград — Москва | 252      | Москва — Димитровград |
| 451      | Ижевск — Адлер        | 452      | Адлер — Ижевск        |